# Gwidon Cypryjski
Gwidon Cypryjski, także Gwidon z Lusignan (ur. w latach 70. XIII wieku - zm. w 1303 roku) – konstabl Cypru od 1291 do 1303 roku, w 1291 roku pan Bejrutu na mocy iure uxoris z Izabelą z Eschiva, organizator nieudanego zamachu stanu w 1303 roku. Pochodził po kądzieli z dynastii z Lusignan, a de facto po mieczu z rodu z Poitiers (wywodzącej się od Ranulfa I.
Był on piątym co do starszeństwa synem (z jedenastki dzieci i szóstki synów) Hugo III Cypryjskiego i Izabeli z Ibelinu, córki Gwidona z Ibelinu – konstabla Cypru i Filipy Berlais. Miał wielu braci, m.in. brata Jana (króla Cypru i Jerozolimy 1285-6), kolejnego króla Henryka, Aimery'ego, Amalryka, a także siostrę Marię, żonę króla Aragonii i Sycylii Jakuba II Sprawiedliwego.
W 1289 roku brat-król mianował go konstablem Cypru. Z czasem władza Henryka zaczęła słabnąć, co potęgowała epilepsja władcy. Chcąc wykorzystać ten pretekst Gwidon zaczął planować zamach stanu. Jego spisek został jednak wykryty przez władcę, a sam sprawca - skazany na śmierć.
Po Gwidonie urząd konstabla przejął młodszy brat Aimery, a następnie kolejny brat Amalryk z Tyru. Obydwaj próbowali obalić Henryka II: Amalryk uwięził go i przejął władzę od 1306 do 1310, a po jego śmierci Aimery również ogłosił się królem. Henryk powrócił na tron w 1310 i panował aż do swojej śmierci w 1324.
W 1291 roku poślubił Eschivę z Ibelinu, wdowę po Humphreyu de Montfort (zm. 1284). Para miała dwójkę dzieci:
- Hugo (1293/6-1359), który został królem Cypru jako Hugo IV Cypryjski;
- Izabelę (zm. po 1340), żonę Otto z Dampierre-sur-Salon, tytularnego konstabla Jerozolimy, syna Waltera de Dampierre i Eschiwy z Ibelin.